# استان پانتالئون دالنس
استان پانتالئون دالنس (به اسپانیایی: Provincia de Pantaleón Dalence) یکی از استان‌های بولیوی در بولیوی است که در شهرستان اورورو واقع شده‌است. استان پانتالئون دالنس ۹۶۷ کیلومتر مربع مساحت و ۲۳٬۶۰۸ نفر جمعیت دارد.